# Matemáticas método Singapur

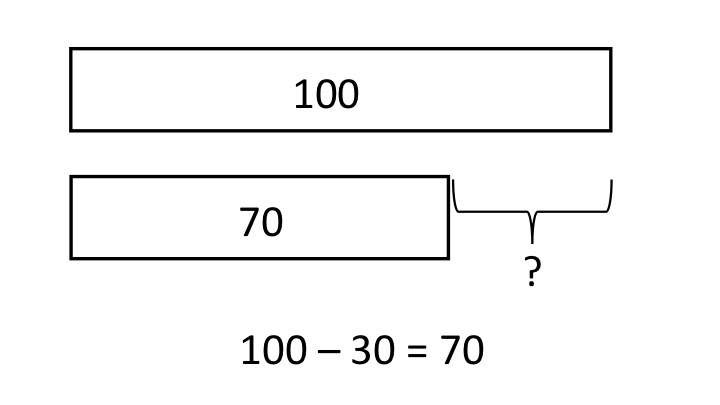
Método gráfico de resolución de un problema de substracción

Matemáticas método Singapur es una metodología de enseñanza de las matemáticas basada en las experiencias de distintos investigadores y que fue compilada por el INE (Instituto de Nacional de Educación) de Singapur como respuesta a la necesidad de mejorar el aprendizaje de matemáticas de sus alumnos. El primer programa de estudios creado con esta metodología nace a principios de los años ochenta, siendo la base de las diferentes modificaciones posteriores de autores de diferentes países.

## Reseña
Singapur era una ciudad-estado sin recursos naturales, pero que ha conseguido estar dentro del grupo de naciones con una renta per cápita más alta del mundo. Parte de este éxito, económico y social se debe a su apuesta por la educación, y en especial por su currículo de matemáticas y ciencias, que bajo el lema “escuelas que piensan, nación que aprende”, fomenta desde hace 20 años un modelo educativo basado en el desarrollo de las habilidades de pensamiento de los alumnos, para convertirlos en ciudadanos capaces de enfrentarse a los retos de una sociedad cambiante con una actitud abierta y creativa. Parte de este éxito, es su plan de estudios de matemáticas basado en la resolución de problemas, el desarrollo de la lógica matemática y la metacognición.
Singapur nace como nación en 1965, cuando obtiene su independencia de Malasia, algo que no requiere mucho esfuerzo ya que por aquel entonces era un simple puerto secundario con una población de pescadores y agricultores de muy baja cualificación profesional. En ese momento, el joven gobierno debe buscar una solución para desarrollar un país sin recursos materiales y con ciudadanos con un bajo nivel educativo.
La solución más evidente era apostar por ser un país de servicios, pero servicios de alto nivel añadido, pues la apuesta de empresas manufactureras basadas en los bajos costes salariales implicaba competir con países vecinos mucho mayores en dimensiones y población. Es precisamente en esa población donde estaba la solución, y el medio para obtenerla sería la educación.
En una primera fase, el gobierno se centra en la cualificación y la empleabilidad más básicas, en otra segunda fase debe apostar por unas cualificaciones de mayor nivel tecnológico. Es tras esta segunda fase, cuando se llega a la reflexión de que estas cualificaciones no garantizan un éxito en el futuro, pues el mundo cambia en procesos cada vez más rápidos, y por tanto deben desarrollar un plan de estudios que fomente las habilidades para un aprendizaje continuo y habilidades que desarrollen un pensamiento creativo que aporte soluciones a los retos aún desconocidos. Y bajo el lema “Escuelas que piensan, Nación que aprende” desarrollan un modelo curricular basado en potenciar las capacidades de razonamiento, la creatividad y la resolución de problemas con diferentes heurísticas.
MARCO DE REFERENCIA DEL MÉTODO
La enseñanza de las matemáticas con “Método Singapur” se enmarca dentro del gráfico del marco conceptual; este marco conceptual muestra los 5 componentes subyacentes en los niveles de enseñanza de las matemáticas en Primaria y Secundaria. La metodología está conceptualizada dentro del objetivo principal de este modelo, que es la capacitación de los alumnos en la Resolución de problemas matemáticos en una amplia variedad de situaciones, incluidas las no rutinarias, problemas sin solución evidente y problemas relacionados con la vida real.
El desarrollo de estas habilidades depende de los niños, de cómo adquieren la comprensión conceptual de los conceptos matemáticos y las habilidades y procesos. Depende también de las actitudes positivas que adquieren hacia las matemáticas y depende de la conciencia que toman de sus habilidades de metacognición.
CARACTERÍSTICAS DEL MÉTODO
Estas son las principales bases pedagógicas de “Método Singapur”,  una metodología basada en los mejores principios pedagógicos. Realmente no es un método en sí mismo, es un compendio metodológico estructurado sobre la base de la resolución de problemas, como el eje de la enseñanza de las matemáticas.
- CURRICULO EN ESPIRAL

El Currículo en Espiral es básico para la enseñanza con “Método Singapur”. El diseño curricular en espiral implica reforzar conocimientos previos con la enseñanza de los nuevos, esto refuerza el aprendizaje y lo contextualiza como un todo. Retomar lo aprendido y darle sentido en un contexto nuevo genera un aprendizaje significativo y comprensivo, frente a un mero aprendizaje operacional con un diseño curricular lineal.
La adaptación de textos y materiales didácticos a otros currículos, hace que se pierda el sentido de la metodología, que deja de ser “Método Singapur”.
- MODELADO DE BARRAS

La enseñanza de la estrategia del Modelado de Barras es otra de las bases de “Método Singapur”. El modelado es una de las más de 10 estrategias y heurísticas del plan de estudios de matemáticas de Singapur. Esta estrategia es la más potente y relevante de todas, y una de las características principales del programa de “Método Singapur”; el motivo es su versatilidad y variabilidad de posibilidades de aplicación.
Aunque hablamos de “Modelado de Barras”, no existe una única estrategia de modelado, sino que hay diversos tipos de modelado con diferentes enfoques y características. Pero todos ellos tienen en común que desarrollan un pensamiento lateral y creativo en el alumno. 
- ENFOQUE C-P-A

El enfoque C-P-A, es una de las partes metodológicas de “Método Singapur”. Este enfoque de la enseñanza de matemáticas nace de la teoría de Jerome Bruner que estableció que para conseguir una enseñanza en la que se adquiere un completo conocimiento conceptual, los alumnos deben pasar por 3 procesos Enactivo-Icónico-Simbólico.
Durante el primer paso los alumnos deben usar material concreto, básicamente entendido como material palpable, real y cercano al alumno. En una segunda etapa, se debe invitar al alumno a crear una representación gráfica de las relaciones entre cantidades o los procesos matemáticos subyacentes que resuelvan el reto o problema a resolver. La tercera etapa, enlaza esos procesos con los algoritmos y formulaciones de la matemática más abstracta.
- RESOLUCIÓN DE PROBLEMAS COMO EJE DEL APRENDIZAJE

Normalmente la enseñanza de las matemáticas está estructurada con base en tareas en las que los alumnos participan. Esas tareas suelen estar diseñadas para ir desde cálculos y práctica de operaciones hasta la resolución de problemas relacionados de un solo paso, hasta introducir problemas más complejos de varios pasos, añadiendo desafíos de cálculo. Lo que suele ocurrir con esta secuencia de aprendizaje, es que los problemas están relacionados con los algoritmos u operaciones enseñados anteriormente; algo que genera un aprendizaje en el alumno que lleva a la búsqueda rápida de los datos para usar el algoritmo u operación aprendida para resolver el problema. En “Método Singapur” cambia el tipo de problemas para evitar generar un hábito rutinario que desenfoca al alumno de la realidad de las matemáticas y de su lógica trasladada a la vida real.
ESTRATEGIAS DE RESOLUCIÓN DE PROBLEMAS
En “Método Singapur” se anima a los alumnos a resolver los problemas de diferentes formas, en especial usando estrategias de resolución no rutinarias; con ello se busca que puedan disponer de más herramientas para comprender los problemas a resolver. De forma indirecta, crean una imagen de las matemáticas más versátil y cercana a su realidad; mientras crean una relación con ellas mucho más positiva que usando siempre fórmulas, operaciones y algoritmos. 
Estas son algunas de las estrategias:
1.- Actuar el problema.
2.- Usar diagramas o dibujar modelos.
3.- Crear una lista organizada.
4.- Buscar y usar patrones.
5.- Probar y chequear. Prueba y error.
6.- Trabajar hacia atrás.
7.- Usar conceptos Antes-Después.
8.- Resolver el problema dividiéndolo en partes.
9.- Escribir reflexiones matemáticas.
10.- Crear suposiciones.

## Distinciones
- Singapur, 1º puesto en las pruebas internacionales PISA de 2015.
- Singapur, 1º puesto en las pruebas internacionales TIMMS de 2014
- Plan de Estudios recomendado por la OCDE en el informe de 2012.

- Datos: Q10668276
- Multimedia: Singapore math / Q10668276